# 路 (電影)
《路》（The Road），是1967年發行的一部台灣電影，由李行導演，崔福生、王戎、李湘主演，中央電影公司出品。在1968年的第6屆金馬獎裡，該片獲得最佳劇情片，崔福生亦以此片獲得最佳男主角。。

## 劇情
築路工人郭茂得（崔福生飾）喪妻多年，辛苦培育獨子郭常英（王戎飾）好學上進，就讀大學。鄰君風塵女子陳淑君（李湘飾）幼年父母雙亡，依附遊手好閒的宋世傑（王宇飾），卻飽受欺凌。
宋世傑因故犯罪入獄後，淑君經營裁縫店為生，力圖從良。她向常英借中學課本自習，兩人逐漸互生好感。郭茂得知情後，前往淑君家，要求她與常英斷絕來往。常英不满，與父親起爭執，憤而留在學校不願返家。
淑君到學校找常英，勸他返家。常英畢業後終於返鄉，父子團圓，感情如故，然而淑君早已黯然離去。

## 獎項
- 1968年金馬獎
  - 最佳劇情片
  - 最佳男主角（崔福生）